# Vila Pereira (Nanuque)
Vila Pereira é um distrito do município brasileiro de Nanuque, no interior do estado de Minas Gerais. Segundo o censo demográfico de 2022, realizado pelo Instituto Brasileiro de Geografia e Estatística (IBGE), sua população era de 1 200 habitantes e havia 490 domicílios particulares permanentes ocupados. Possui área de 408,50 km² conforme a Fundação João Pinheiro (FJP).
De acordo com o IBGE, em 2010 a população era de 1 833 habitantes e havia 755 domicílios particulares.
Foi criado pela lei estadual nº 336 de 27 de dezembro de 1948, então pertencente ao município de Carlos Chagas. Passou a fazer parte de Nanuque pela lei nº 1.039 de 12 de dezembro de 1953.